# Irbeh Sebti Benzine
Irbeh Sebti Benzine (* 30. April 1964) ist ein ehemaliger algerischer Radrennfahrer und nationaler Meister im Radsport.

## Sportliche Laufbahn
Benzine hatte seinen ersten großen Erfolg 1985 mit dem Sieg in der Algerien-Rundfahrt vor seinem Landsmann Malek Hamza. Im selben Jahr wurde er Vize-Meister im Straßenrennen. 1986 gewann er die nationale Meisterschaft und wurde Zweiter der heimischen Landesrundfahrt hinter Salim Belksir. Bei den IV. Afrikaspielen in Nairobi 1987 holte er sich die Goldmedaille im Einzelrennen und im Mannschaftszeitfahren.
1988 war er Teilnehmer der Olympischen Sommerspiele in Los Angeles und belegte den 96. Rang im olympischen Straßenrennen. 1989 wurde er Gesamtsieger der Tunesien-Rundfahrt.